# Verordnung über kleine und mittlere Feuerungsanlagen
Die Verordnung über kleine und mittlere Feuerungsanlagen (1. BImSchV) regelt in Deutschland den Betrieb von Feuerungsanlagen, die nicht unter die Genehmigungspflicht des § 4 BImSchG fallen; dies sind vor allem Kleinfeuerungsanlagen im häuslichen Bereich. Die 1. BImSchV leistet einen wichtigen Beitrag, die – aufgrund der regelmäßig sehr niedrigen Ableithöhe – meist in unmittelbarer Nähe der Feuerungsanlage auftretenden Luftbelastungen zu vermindern. Ein Ziel der Verordnung ist es auch, eine effizientere Energieverwendung zu fördern.

## Geschichte
Die erste Fassung der Verordnung stammte aus dem Jahr 1974. Sie enthielt in erster Linie Anforderungen zu Staub- und Kohlenmonoxidemissionen von Anlagen für Brennholz, Kohle und Heizöl. Bei einer Novellierung im Jahr 1997 wurden Anforderungen für die Abgasverluste – also die Wärmeverluste über das Abgas – aufgenommen. Die letzte umfassende Novellierung der Verordnung wurde im Dezember 2009 vom Bundestag beschlossen und trat am 22. März 2010 in Kraft. Bei dieser Novellierung wurden vor allem die Anforderungen für Anlagen, in denen feste Brennstoffe verbrannt werden, überarbeitet. Folgende wichtige Änderungen wurden vorgenommen:
- Es wurde eine Anpassung an den verbesserten Stand der Technik der Emissionsminderung bei Anlagen für feste Brennstoffe vorgenommen (§ 4, § 5);
- Staub- und Kohlenmonoxidgrenzwerte für bestehende und neu errichtete Einzelraumfeuerungsanlagen wurden vorgeschrieben sowie Nachweise für deren Einhaltung geregelt (§ 4, Anlage 4);
- Übergangsfristen für Anlagen, die die Grenzwerte nicht einhalten, wurden festgelegt; ein Übergangsbetrieb für Altanlagen bis zu 15 Jahre wird festgelegt (§ 25, § 26);
- Modalitäten für die Verbrennung von Getreide, das nicht als Lebensmittel verwendet werden kann, wurden erstmals geregelt (§ 3, § 5);
- Die Überprüfungspflichten für Festbrennstoff-Feuerungsanlagen wurden erweitert, diejenigen für Gas- und Ölfeuerungsanlagen wurden reduziert.
- Ableitbedingungen für Abgase. Am 13. Oktober 2021 wurde durch die Novellierung der BimSchV[1] die Ableitbedingungen für Abgase ab dem 31. Dezember 2021 firstnah vorgeschrieben.

## Wichtige Inhalte

### Brennstoffe
Die Verordnung enthält eine Liste von Brennstoffen, die in den betroffenen Anlagen eingesetzt werden dürfen (§ 3 Abs. 1). Dadurch soll verhindert werden, dass durch ungeeignete Brennstoffe – z. B. behandelte Hölzer oder sonstige Abfälle – hohe Schadstoffemissionen entstehen. Zulässig sind beispielsweise unterschiedliche Braun- und Steinkohlesorten, Holz in Form von Scheitholz, Holzbriketts und Holzpellets, Erdgas, Heizöl EL und Flüssiggas, aber auch Biogas und Wasserstoff. Einige Brennstoffe dürfen nur unter bestimmten Bedingungen genutzt werden. So dürfen nur holzverarbeitende Betriebe bestimmte behandelte Hölzer verbrennen. Stroh und Getreide dürfen nur genutzt werden, wenn bei einer Typprüfung Grenzwerte für die Emissionen an Stickstoffoxiden sowie an Dioxinen, Furanen und PAK eingehalten wurden.
Die Beibehaltung dieser Bestimmungen über die zulässigen Brennstoffe ist angesichts der Verordnung (EU) 2015/1189 nicht zulässig.

### Emissionsgrenzwerte

#### Einzelraumfeuerungsanlagen
Für Öfen, die vorrangig den Raum heizen, in dem sie stehen, also für Einzelraumfeuerungsanlagen gelten Grenzwerte für den Ausstoß an Kohlenmonoxid und Staub sowie eine Mindestanforderung an den Wirkungsgrad. Die Einhaltung dieser Werte wird bei einer Typprüfung nachgewiesen, bevor ein Gerätetyp auf den Markt kommt. Messungen nach der Installation sind nicht vorgesehen. Es wurden bei der letzten Novellierung zwei Grenzwertstufen festgelegt, Stufe 1 trat 2010, die anspruchsvollere Stufe 2 am 1. Januar 2015 in Kraft.
Der Industrieverband Haus-, Heiz- und Küchentechnik (HKI) führt eine Datenbank zum Nachweis der Einhaltung der gesetzlichen Anforderungen an Emissionen häuslicher Feuerstätten für feste Brennstoffe, in welcher die Kennwerte älterer Feuerstätten anhand von Herstellernamen und Modellbezeichnung aufgefunden werden können.

#### Sonstige Feuerungsanlagen
Für sonstige, also nicht bloß den Raum, in dem sie stehen, heizende Feuerungsanlagen wie Heizkessel gelten je nach Alter und Nennwärmeleistung unterschiedliche Grenzwerte, die regelmäßig durch einen Schornsteinfeger zu überwachen sind:
- Gas- und Ölfeuerungsanlagen haben Grenzwerte für den Abgasverlust einzuhalten, also für die Wärme, die über das Abgas verloren geht. Der Abgasverlust ist ein wichtiger, aber nicht der einzige Einflussfaktor für den Wirkungsgrad einer Feuerungsanlage. Nur bei Brennwertgeräten ist der Abgasverlust nicht regelmäßig zu messen. Für Ölfeuerungsanlagen gelten außerdem Grenzwerte für die Rußzahl, ein Maß für die Rußbildung. Eine Messung von Abgasverlust und ggf. Rußzahl findet bei Anlagen, die jünger als 12 Jahre sind, alle drei, danach alle zwei Jahre statt. Die Einhaltung von Grenzwerten für Stickstoffoxide muss bei der Typprüfung nachgewiesen werden.
- Anlagen für feste Brennstoffe haben Grenzwerte für den Kohlenmonoxid- und Staubausstoß einzuhalten. Eine erste Grenzwertstufe trat am 22. März 2010, eine zweite, anspruchsvollere Stufe am 1. Januar 2015 in Kraft.

Die Beibehaltung der Bestimmungen über die Überprüfung des ordnungsgemäßen Betriebs der Feuerungsanlagen durch Schornsteinfeger (§§ 14 und 15) ist angesichts der Verordnung (EU) 2015/1189 nicht zulässig.

### Firstnahe Ableitung der Abgase

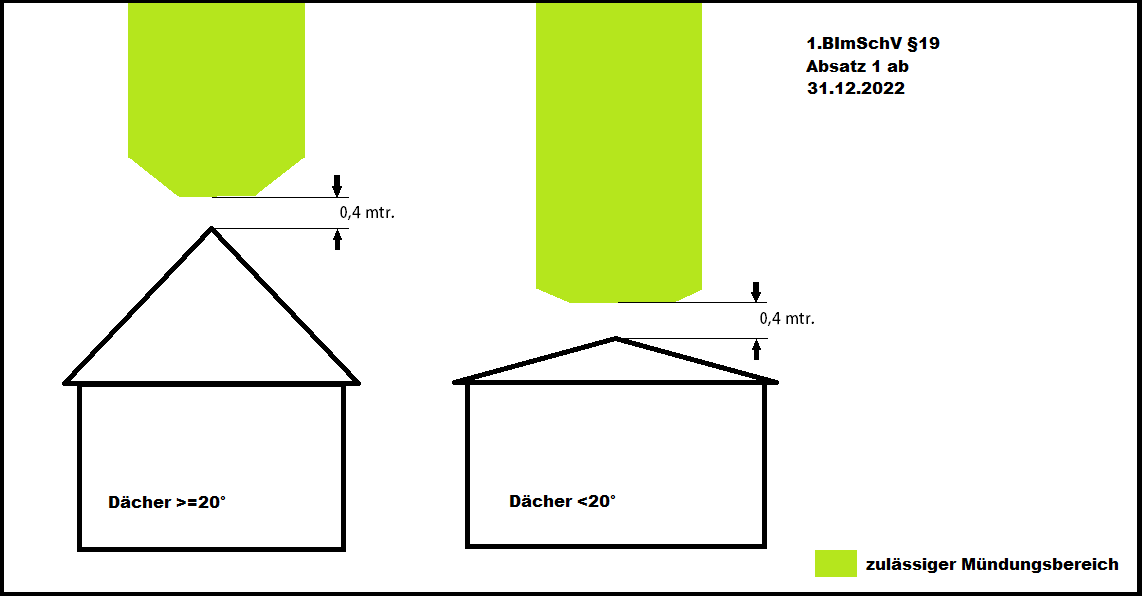
1.BImSchV §19 Absatz 1 ab 31. Dezember 2022

§ 19 der 1. BImSchV schreibt für nach dem 31. Dezember 2021 errichtete Feuerungsanlage für feste Brennstoffe vor deren Austrittsöffnung für Schornsteine firstnah und mindestens 40 cm über First aufzuführen, um schädliche Umwelteinwirkungen zu verhindern. Dabei sind zwei Kriterien maßlich als firstnah beschrieben. Firstnah angeordnet ist die Austrittsöffnung eines Schornsteins, wenn
- ihr horizontaler Abstand vom First kleiner ist als ihr horizontaler Abstand von der Traufe und
- ihr vertikaler Abstand vom First größer ist als ihr horizontaler Abstand vom First.

Die Novellierung des § 19 der 1. BImSchV lässt eine alternative Berechnung der Ableitbedingungen nach VDI 3781 Blatt 4 zu, bzw. schreibt diese vor, wenn durch eine starke Hanglage und/oder enge Bebauung schädliche Umwelteinwirkungen nicht verhindert werden können. Ab 2 % spricht man bei Hanglagen von schwacher Neigung.
Der § 19 der 1. BImSchV regelt Ausnahmebedingungen und Altbestände:

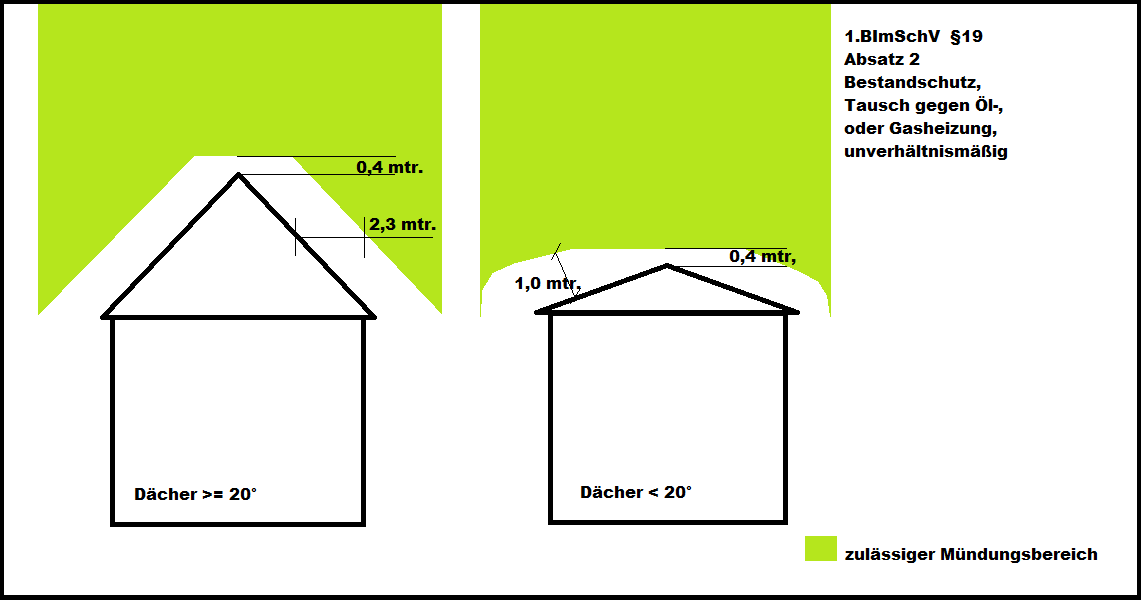
BImSchV §19 Absatz 2

- Für ein Gebäude, das vor dem 1. Januar 2022 errichtet wurde oder für das vor dem 1. Januar 2022 eine Baugenehmigung erteilt worden ist und die Umsetzung einer firstnahen Mündung unverhältnismäßig ist,
- oder eine alte Feuerungsanlage für flüssige und gasförmige Brennstoffe ab dem 1. Januar 2022 durch eine Anlage für feste Brennstoffe ersetzt werden soll,

ist die Mündungsöffnung nach der vorherigen BImSchV zulässig und eine firstnahe Umsetzung nicht vorgeschrieben.
Die Drucksache des Bundesrates 607/21 beschreibt die zusätzlichen finanziellen Mehrbelastungen der BImSchV-Novelle auf den Bundesbürger pro Bauvorhaben auf max. zwischen 500 und 2000 Euro und beschreibt Unverhältnismäßigkeit beispielsweise:
Nach § 19 Absatz 1 Satz 7 kann die Ableitung der Abgase einer neu zu errichtenden Feuerungsanlage für feste Brennstoffe in bestehenden Gebäude nach Absatz 2 erfolgen, wenn die Anwendung des Absatz 1 einen unverhältnismäßig hohen Aufwand darstellen würden. ...Ein unverhältnismäßiger Aufwand ist beispielsweise gegeben, wenn durch die Errichtung einer Feuerungsanlage für feste Brennstoffe eine unzureichende bestehende Wärmeversorgung durch eine unterdimensionierte Wärmepumpe kompensiert werden soll und es nicht möglich ist, den Aufstellort der Feuerungsanlage dahingehend frei zu wählen, dass die Ableitung der Abgase firstnah bzw. über First erfolgen kann.

### Übergangsregelungen
Nach dem Ablauf von Übergangsfristen gelten auch für Anlagen, die vor dem Inkrafttreten der letzten Novelle errichtet wurden, neue Anforderungen. Betroffen sind Holz- und Kohleheizkessel, die je nach Alter zwischen 2015 und 2025 die Grenzwerte der Stufe 1 einhalten müssen, außerdem Einzelraumfeuerungsanlagen, für die ebenfalls nach Ablauf von Übergangsfristen neue Anforderungen gelten.